# Turčianske Jaseno
Turčianske Jaseno (in ungherese Turócjeszen) è un comune della Slovacchia facente parte del distretto di Martin, nella regione di Žilina.